# Chekrovolu Swuro
Chekrovolu Swuro (née le 21 novembre 1982 à Phek au Nagaland en Inde) est une archère indienne. Elle a été médaillée d'argent aux championnats du monde de tir à l'arc en 2011 dans l'épreuve par équipe féminine de l'arc classique.

## Biographie
Chekrovolu Swuro commence le tir à l'arc en 1998. Elle participe à ses premières compétitions internationales en 1999. Son premier podium mondial est en 2011, alors qu'elle remporte l'argent à l'épreuve par équipe féminine de l'arc classique.

## Palmarès
- Jeux olympiques[2]
  - 33e à l'individuel femme aux Jeux olympiques d'été de 2012 à Londres.
  - 9e à l'épreuve par équipe femme aux Jeux olympiques d'été de 2012 à Londres (avec Deepika Kumari et Laishram Bombayla Devi).

- Championnats du monde[1]
  -  Médaille d'argent à l'épreuve par équipe femme aux championnats du monde 2011 à Turin (avec Deepika Kumari et Laishram Bombayla Devi).

- Coupe du monde[1]
  -  Médaille de bronze à l'épreuve par équipe femme à la coupe du monde 2007 à Douvres.
  -  Médaille de bronze à l'épreuve par équipe femme à la coupe du monde 2011 à Antalya.
  -  Médaille d'argent à l'épreuve par équipe femme à la coupe du monde 2011 à Ogden.
  -  Médaille d'or à l'épreuve par équipe femme à la coupe du monde 2011 à Shanghai.
  -  Médaille d'argent à l'épreuve par équipe femme à la coupe du monde 2012 à Shanghai.

- Championnats d'Asie
  -  Médaille de bronze à l'épreuve par équipe femme aux championnats d'Asie 2011 à Teheran.
  -  Médaille de bronze à l'épreuve par équipe femme aux championnats d'Asie 2007 à Xi'an.
  -  Médaille de bronze à l'épreuve par équipe femme aux championnats d'Asie 2005 à New Delhi.